# Juristische Fachsprache
Die juristische Fachsprache oder juristische Terminologie, umgangssprachlich auch als Juristendeutsch, Amtsdeutsch oder Juristenlatein bezeichnet, ist die in den Rechtswissenschaften gebräuchliche Fachsprache und Forschungsgegenstand der Rechtslinguistik. Sie zählt zu den frühesten Fachsprachen, die seit dem 19. Jahrhundert intensiv untersucht werden.

## Bedeutung
Recht selbst kann nur durch Sprache zum Ausdruck gebracht werden. Daher spielt insbesondere die Hermeneutik eine gewichtige Rolle, die als juristische Methode Eingang in die Lehre der Rechtswissenschaften gefunden hat.
Auch die Effizienz des juristischen Systems wird von der Sprache getragen. Um den enormen Anforderungen an die Komplexität und Präzision Rechnung zu tragen, bedarf es einer kalkülartigen Fachsprache, die dadurch für den rechtsunkundigen Laien oftmals schwer oder nicht verständlich wirkt. Dies ist gerade im deutschen Recht besonders deutlich. So ist das Bürgerliche Recht mit dem BGB als zentraler Quelle von einem hohen Abstraktionsgrad gekennzeichnet, der für den Rechtskundigen eine Lösung für eine Vielzahl unterschiedlicher konkreter Rechtsfragen bereithält. Der juristische Laie kann dies jedoch gerade wegen des Abstraktionsgrades und der speziellen Fachsprache oft nicht erfassen. Juristische Termini werden teilweise umgangssprachlich verwendet, meist mit anderen Bedeutungen als bei beruflichen Rechtsanwendern.

## Verwendung
Die Anwendung der juristischen Fachsprache lässt sich anhand des Kommunikationsmodells veranschaulichen. Die Basis dessen ist das sogenannte Kommunikationsdreieck: Ein Sprecher (Gesetzgeber, Richter …) sendet eine Nachricht (Gesetz, Urteil …) an einen Empfänger (Bürger, Angeklagter …). Hierbei handelt es sich zunächst um eine Ein-Weg-Kommunikation, bei der jedoch die Möglichkeit zum Dialog besteht, indem der Empfänger seinerseits auf die Nachricht reagiert. Die juristische Fachsprache findet mündlich hauptsächlich vor Gerichten und in (Verwaltungs-)Institutionen statt. Anders in schriftlicher Form: Hier findet sie nicht nur in Normtexten (wie Gesetzestexten, Verordnungen), gerichtlichen Entschlüssen (Beschlüsse, Urteile), Verwaltungsentscheidungen und wissenschaftlichen Texten aus der Kommentar- und sonstigen juristischen Literatur Verwendung, sondern auch im Alltag eines jeden Bürgers. Beispiele hierfür sind alle Bereiche des gesellschaftlichen Handelns und der gesellschaftlichen Institutionen, die im weitesten Sinne von juristischen Regeln erfasst werden, wie Parteien oder Vereine (Verträge …). Roelcke zufolge wird die juristische Fachsprache dort verwendet, wo es um den Bereich der Anwendung von Ergebnissen geht: In der Gesetzgebung, der Rechtsprechung und der öffentlichen Verwaltung.

## Merkmale
Da die juristische Fachsprache eine Praxissprache bzw. Institutionensprache ist, ist sie gekennzeichnet durch einen erhöhten Anteil an Fachwörtern, eine strenge Regelung des Satzbaus und einen schwachen Gebrauch an künstlichen Symbolen. Da die juristische Fachsprache unterschiedliche Adressaten aufweist und sich auch an Nicht-Juristen richtet, unterliegt sie den folgenden drei Geboten:
- Gebot der Präzision
- Gebot der Transparenz
- Gebot der Wirtschaftlichkeit

Dies zeigt sich an dem schmucklosen Gebrauch verallgemeinernder und typisierender Begriffe, blassen Verben und einem betont sachlichen und nüchternen Stil. Um die Vielfalt an Gesetzen und Gesetzesfällen abzudecken, bedient sich die juristische Sprache möglichst nicht kasuistischer Formeln, sondern allgemeiner Ausdrücke.
Der Wunsch nach einer knappen, tatbestandsgenauen juristischen Fachsprache führt zu einer starken Nominalisierung von Tätigkeitswörtern, was wiederum zu einem erhöhten Rückgriff auf Adjektive (nicht auf Adverbien) führt. Unabhängig von der Fachsprache vermeiden viele Juristen und (mehr noch) Justizbehörden die Wörter „ich“ und „wir“, meistens durch Passiv-Konstruktionen.
Auch finden folgende sprachliche Phänomene vermehrt in der juristischen Fachsprache Verwendung:
- Gerundiv (Bsp.: Die abzuleistenden Sozialstunden)
- Partizipialkonstruktionen (Bsp.: Das Amt erteilt eine drei Stunden dauernde Hilfsleistung.)
- Präpositionalgefüge
- Komposita (sowohl hinsichtlich der Häufigkeit von Komposita als auch der Zahl an Kompositionsgliedern)
- Bildung von Zwillingsverben
- Bildung von Suffixoiden (Bsp.: -frei in straffrei, alkoholfrei)
- Konversion
- erhöhtes Vorkommen von Indikativ und Präsens

Zudem sind spezifische Pluralformen sowie die Verwendung von unbestimmten Rechtsbegriffen (Bsp.: öffentliche Belange) auffällig. Letzteres soll der Objektivität der juristischen Fachsprache dienen.
Insbesondere in der Schriftform der juristischen Fachsprache finden sich lange Sätze, in der Regel Satzgefüge bzw. sogenannte „Schachtelsätze“.
Ein weiteres Merkmal der juristischen Fachsprache ist die inhaltliche „Überfrachtung“ aufgrund des hohen Verdichtungsgrades abstrakter Informationen. Gelegentlich weist die juristische Fachsprache eine Überschneidung mit der Umgangssprache auf, nämlich dann, wenn zentrale Gesetzesausdrücke wie „Gewalt“ oder „Widerspruch“ zugleich Wörter der Alltagssprache sind. Zudem zählen zur juristischen Fachsprache auch solche Rechtsbegriffe, die je nach juristischem Kontext voneinander abweichende Bedeutungen haben (Bsp.: Fahrlässigkeit deckt sich im Zivilrecht nicht mit der Bedeutung im Strafrecht). Nicht zuletzt ist die juristische Fachsprache geprägt von Formalien, die ein einwandfreies Verfahren des Rechtaktes bestätigen sollen, wie bestimmte Wendungen oder feststehende Redeformeln (Bsp.: Im Namen des Volkes).

## Abweichungen von der Standardsprache
Neben Fachtermini und charakteristischen Wendungen werden in der juristischen Fachsprache manche Bezeichnungen auch anders verwendet als in der Standardsprache.

### Deutschland
- Die Wörter und und oder bezeichnen Begriffe aus der Logik, dann verbindet den Tatbestand mit der Rechtsfolge (siehe auch: Syllogismus). Formulierungen „wird mit A bestraft“, „hat B zu erfolgen“ weisen auf das Legalitätsprinzip hin, kann bedeutet meist das Opportunitätsprinzip (Ermessen), gilt ist meist die Fiktion: all das nicht unähnlich dem allgemeinen Sprachgebrauch.
- grundsätzlich bedeutet juristisch gesehen vom Grundsatz her in der Bedeutung von im Prinzip, in der Regel (Ausnahmen sind möglich), während es in der Umgangssprache eher in der Bedeutung immer, aus Prinzip (keine Ausnahmen) verwendet wird. Hierfür findet sich in deutschen Gesetzen meist stets, in der Rechtsprechung regelmäßig. In der sonstigen Rechtssprache (Urteile, Kommentarliteratur, Schrifttum) ist der Gegenbegriff generell, was bedeutet, dass keine Ausnahmen möglich sind.
- regelmäßig wird im engeren Wortsinn als der Regel gemäß (wenn also keine Ausnahme greift) verstanden, in der Umgangssprache eher als zeitlich gleichmäßig wiederkehrend oder häufiger; Beispiel: „dieser Umstand für sich begründet regelmäßig keine Haftung.“
- vorbehaltlich stellt Rangordnungen und Systematiken innerhalb bestehender Regelungen her (= diese Vorschrift tritt zurück), findet sich in der Alltagssprache jedoch kaum. Ähnlich abweichend (= diese Vorschrift geht vor), hier sagt man im Alltag trotzdem.
- Besitz ist juristisch gesehen die tatsächliche Herrschaft einer Person über eine Sache und damit vom Eigentum zu unterscheiden. Letzteres stellt die umfassende Herrschaft über die Sache dar, also ihre rechtliche Zuordnung. Man muss nicht etwas besitzen, um Eigentümer zu sein (Beispiel: Wenn ich einen PKW gemietet habe, besitze ich diesen für die Mietzeit; er „gehört“ mir aber nicht, ich bin also kein Eigentümer). Die Umgangssprache trennt diese Begriffe nicht scharf, sondern verwendet sie weitgehend synonym. Dies hängt wohl auch damit zusammen, dass das deutsche Verb für Eigentum, eignen, aus der Alltagssprache fast verschwunden ist (und praktisch nur noch im Wort Schiffseigner vorkommt), sodass besitzen aus sprachökonomischen Gründen als Eigentümer von etwas sein verwendet wird (im Gegensatz zum Englischen: ownership für Eigentum und possession für Besitz). In einfachen Formulierungen und gesprochener Sprache wird aber oft nur haben verwendet.
- unverzüglich wird juristisch als ohne schuldhaftes Zögern (Legaldefinition gem. § 121 BGB) verstanden, was auch eine Reaktionszeit von mehreren Tagen bedeuten kann; in der Umgangssprache wird darunter eher sofort verstanden.
- Wenn Gefahr im Verzug ist, bedeutet das, dass die Gefahr gerade im Verzug (also in der Verzögerung) liegt, dass also dringendes Handeln geboten ist, während die Umgangssprache diese Wendung eher allgemein als drohende Gefahr, Gefahr im Anzug versteht.
- Leihe ist nach § 598 BGB wie folgt definiert: „Durch den Leihvertrag wird der Verleiher einer Sache verpflichtet, dem Entleiher den Gebrauch der Sache unentgeltlich zu gestatten.“ Im allgemeinen Sprachgebrauch werden aber auch Gebrauchsüberlassungen gegen Zahlung einer Geldleistung (Autoverleih, Skiverleih usw.) als „Leihe“ bezeichnet, obwohl es sich dabei juristisch um Vermietungen handelt. Auch das „Leihen“ von zwei Eiern beim Nachbarn ist keine Leihe, sondern vielmehr ein Sachdarlehen – bei der Leihe muss man immer genau die Sache zurückgeben, die man geliehen hat, siehe § 604 BGB; das ist nach dem Verbrauch der Eier unmöglich.
- verwirken (in Bezug auf eine Strafe) bedeutet, dass jemand von Gesetzes wegen zu einer Strafe zu verurteilen ist; die Umgangssprache formuliert: „eine Strafe bekommen“ o. ä. Umgangssprachlich (und in der Rechtssprache „Rechte verwirken“) bedeutet „verwirken“, wenn es überhaupt verwendet wird, das genaue Gegenteil, nämlich „(den Anspruch auf etwas) verlieren“: Der Dieb verwirkt (umgangssprachlich) bis zu fünf Jahre seiner Freiheit, (juristisch) bis zu fünf Jahre Freiheitsstrafe. Analog kann jemand im Zivilrecht einen Anspruch, den er gegenüber einem anderen hat verwirken, d. h. redlicherweise nicht mehr durchsetzen. Nach Artikel 18 des Grundgesetzes kann jemand bestimmte Grundrechte verwirken, wenn er diese zum Kampf gegen die freiheitliche demokratische Grundordnung missbraucht, d. h. er verliert diese Grundrechte durch Entscheidung des Bundesverfassungsgerichts.
- Billig ist in der Juristensprache mit angemessen vergleichbar, während in der Alltagssprache hiermit eher preiswert oder minderwertig („billige Kopie“) gemeint ist.
- Tatsächlich bedeutet, dass ein Umstand auf faktischen Umständen (auf Tatsachen) beruht. Dabei wird zumeist der Gegensatz zu rechtlichen Umständen dargestellt (siehe z. B. § 25 Abs. 5 AufenthG). In der Umgangssprache wird „tatsächlich“ hingegen häufig mit wirklich oder eigentlich gleichgesetzt.
- Unter der Begründung eines Rechtsverhältnisses wird nicht – wie in der Umgangssprache – dessen Rechtfertigung, sondern dessen Beginn verstanden.
- Der juristische Begriff unmittelbar bezieht sich auf eine rechtliche Beziehung zwischen zwei (natürlichen oder juristischen) Personen ohne Beteiligung eines Dritten. Das Gegenteil hierzu ist mittelbar. In der Standardsprache steht das Wort unmittelbar meist für sofort.

### Österreich
Ähnlich wie in Deutschland existieren teilweise gravierende Unterschiede zwischen der Standardsprache und der juristischen Fachsprache. So entfällt in Österreich unter anderem in der Fachsprache oft der Gleitlaut „s“ zwischen zusammengesetzten Wörtern (also Schadenersatz statt Schadensersatz; Schmerzengeld statt Schmerzensgeld). In der Regel wird in der Juristensprache und in der damit verbundenen Auslegung von Gesetzen im Gegensatz zur Alltagssprache streng zwischen und und oder unterschieden, und hat demnach nur die Bedeutung von sowohl – als auch, oder ist nur im Sinne von entweder – oder zu verwenden.
Unabdingbar bedeutet in der österreichischen Juristensprache, dass eine günstigere Regelung (zum Beispiel zu Gunsten des Arbeitnehmers) zulässig ist, während es in der Alltagssprache jede andere Regelung ausschließt.
Da das ABGB, das zentrale Gesetz des bürgerlichen Rechts in Österreich, aus dem Jahre 1811 stammt, ist die darin verwendete Sprache, trotz zahlreicher Novellen, teilweise veraltet.

### Schweiz
Auch in der Schweiz weicht die juristische Fachsprache von der Alltagssprache ab. Die Besonderheiten der juristischen Fachsprache bestehen in ihrer
- Abstraktheit:

„Wer Eigentümer einer Sache ist, kann in den Schranken der Rechtsordnung über sie nach seinem Belieben verfügen“ (Art. 641 Abs. 1 ZGB). Gesetzliche Regelungen sollen immer eine ganze Gruppe von Fällen erfassen. Die Kasuistik ist in der heutigen Gesetzgebung weitgehend überwunden. Stattdessen geht der Gesetzgeber bewusst davon aus, dass eine gesetzliche Ordnung immer und unvermeidlich lückenhaft bleiben muss, formuliert die Regelungen abstrakt und vertraut hinsichtlich der jeweils angemessenen Anwendung im Einzelfall auf die Fähigkeit der Gerichte.
- Schlichtheit, Nüchternheit:

Präzision und Logik haben Vorrang vor Eleganz und Ästhetik. Dadurch sollen klare und unmissverständliche Texte entstehen.
- Knappheit oder Ausführlichkeit:

Gesetze beschränken sich in der Regel auf das Wichtigste, nicht zuletzt im Dienste der Übersichtlichkeit. Manchmal weisen sie allerdings auch einen beachtlichen Detaillierungsgrad auf; meist ist dies der Fall in Rechtsgebieten, wo nicht der Grundsatz der Privatautonomie herrscht und die der Staat zum Schutz Einzelner oder der Allgemeinheit weitestgehend durch zwingendes Recht geregelt hat. Insbesondere Verträge neigen zur Ausführlichkeit, um möglichst alle erdenklichen Eventualitäten zu regeln.
- Technizität:

Vor allem Spezialgesetze, die sich mit technischen Materien befassen und sich in erster Linie an Fachleute und spezialisierte Behörden richten, weisen oft eine hohe Technizität auf.
- Auslegungsbedürftigkeit von Fachausdrücken:

Die Gesetzessprache besteht oft darin, dass sie juristische Fachausdrücke verwendet, deren Bedeutung bisweilen nicht oder nur teilweise mit dem alltäglichen Sprachgebrauch übereinstimmt. Wenn das Gesetz keine Legaldefinitionen verwendet, muss ihre Bedeutung erst durch Auslegung des Gesetzestextes erschlossen werden.
- Mehrdeutigkeit von Bezeichnungen in verschiedenen Rechtsgebieten:

Eine Eigenart der Rechtssprache besteht darin, dass ein und dieselbe Bezeichnung je nach Rechtsgebiet oder Zusammenhang eine unterschiedliche Bedeutung haben kann (in der Schweiz wie in Deutschland hat das Wort „Schuld“ im Schuldrecht und im Strafrecht einen unterschiedlichen Inhalt).
- Lateinische Wörter und Wendungen:

Auch in der Schweizer Rechtssprache trifft man – wegen des Einflusses des römischen Rechts auf die heutige Rechtsordnung – häufig auf lateinische Wörter und Wendungen.

## Kritik
Juristische Fachsprache gilt vielen Rechtslaien oft als unverständlich oder verwirrend. Dies hat verschiedene Gründe; zum einen ist die Rechtsterminologie schlicht ungewohnt, zum anderen hat sich gerade dort veralteter Sprachgebrauch lange gehalten (viele Formulierungen in Gesetzen sind über 100 Jahre alt; das BGB bspw. trat 1900 in Kraft, das ABGB 1812).
Während Laien dem Wortlaut des Gesetzes oft große Bedeutung beimessen, ist er für Juristen nur eine von mehreren Auslegungsmethoden.
Die juristische Fachsprache ist im Alltag präsenter als etwa die mathematische oder naturwissenschaftliche Fachsprache. Dadurch ist sie näher an der Umgangssprache. Das führt dazu, dass Rechtslaien meinen, eine Wendung oder eine Norm zu verstehen, weil sie die verwendeten Wendungen kennen, nicht aber deren fachsprachliche Bedeutung. Dieses Phänomen tritt bei anderen Fachsprachen seltener auf, weil viele ihrer Benennungen in der Umgangssprache völlig unbekannt sind und vom Leser direkt als „unverständlich“ erkannt werden.
Wie jede Fachsprache erfüllt die juristische den Zweck, klare, unmissverständliche und eindeutige Anweisungen an die Zielgruppe zu geben. Durch Einflüsse des Europarechts und des internationalen Wirtschaftsrechts gibt es auch englische Termini in der juristischen Fachsprache.
Der Sinn vieler zusammenhängender Gesetze lässt sich auch auf folgende Formel bringen:
- Ungerechte Gesetze sind einfach: „Du sollst nicht töten; Tod dem Mörder“.
- Gerechte Gesetze sind dagegen kompliziert, weil sie relativieren müssen – „Du sollst nicht töten, außer aus Notwehr, sonst wirst du bestraft, außer du bist Kind oder betrunken, oder …“

Die Rechtssprache ist ein Gegenstand von Diskussionen um das generische Maskulinum. Um 1988 begann das Bundesjustizministerium (BJM), sich mit dem Thema zu beschäftigen. Es wird im vom BMJ herausgegebenen Handbuch der Rechtsförmlichkeit thematisiert.
Michael Rami kritisierte in mehreren Beiträgen „Präpositionsverbrechen“, abgenutzte Phrasen, Tautologien, Pleonasmen und Redundanzen sowie unnötigen Nominalstil („Ungerei“) im Juristendeutsch.